# Jérémie Renier
Pour les articles homonymes, voir Renier.
Cet article possède un paronyme, voir Jeremy Renner.
Jérémie Renier, né le 6 janvier 1981 à Bruxelles, est un acteur belge.
Il entame sa carrière au milieu des années 1990 en jouant, à l’âge de 15 ans, dans La Promesse des frères Dardenne, puis trois ans plus tard dans Les Amants criminels de François Ozon — réalisateur français qui en fait un de ses acteurs fétiches —, et la même année dans le drame historique Saint-Cyr, aux côtés de l'actrice française Isabelle Huppert. Il s'impose peu à peu au grand écran au cours des deux décennies suivantes, en apparaissant dans plusieurs succès. Il est notamment présent dans des films historiques (Le Pacte des loups, Éternité, Reviens-moi), des comédies (Dikkenek, Potiche, Pièce montée), ou encore des biographies (Saint Laurent, Cloclo).
Acteur important des cinémas français et belge, il a tourné sous la direction de metteurs en scènes prestigieux comme Bertrand Bonello, Christophe Gans, Trần Anh Hùng, Olivier Assayas, Cédric Jimenez, etc.
En 2013, il accède à la reconnaissance pour son interprétation du chanteur Claude François dans le biopic Cloclo, en remportant le Swan d'or et le Globe de cristal du meilleur acteur, puis en obtenant une nomination au César du meilleur acteur. Deux ans plus tard, il interprète le rôle de l'homme d'affaires Pierre Bergé dans le film biographique Saint Laurent, rôle qui lui permet d’être récompensé du Magritte du meilleur acteur dans un second rôle, ainsi que d’être nommé une nouvelle fois aux César.

## Biographie
Jérémie Renier est né le 6 janvier 1981 à Bruxelles.
Demi-frère du comédien Yannick Renier, il s’intéresse très tôt au monde du spectacle. Il suit des cours de théâtre et de mime à Bruxelles, effectue des stages de vacances à la « Rétine de Plateau » et fréquente l'école de cirque de Bruxelles.

### Vie privée
Il fut marié une première fois à Hélène Helinck, avec laquelle il a deux enfants: l’un, né en 2000, se prénomme Arthur et l’autre, en 2005, Oscar. Il devient à nouveau père d'une fille, prénommée Élisha en 2018, avec la scénographe des stars, Laura Leonard.

## Carrière
À l'âge de 10 ans, écarté pour Toto le héros de Jaco Van Dormael, il joue dans Les Sept Péchés capitaux de Beatriz Flores et, un an après, occupe le premier rôle de La Mélodie des héros, téléfilm belgo-suisse de Tiziana Caminada. Il joue sur les planches, Pinocchio, au théâtre royal de Mons, ainsi qu’à la télévision belge. 
Sa consécration vient lorsqu'il a 15 ans dans le film des frères Dardenne La Promesse, aux côtés d’Olivier Gourmet. Son interprétation est saluée en Belgique et en France, où il commence, dès lors, à recevoir des propositions de tournage.
Il tourne ensuite sous la direction de François Ozon dans Les Amants criminels, en 1999, où il donne la réplique à sa compatriote Natacha Régnier. On l'aperçoit ensuite dans Saint-Cyr de Patricia Mazuy.
Il joue également dans la superproduction Le Pacte des loups de Christophe Gans (2001), dans Le Pornographe de Bertrand Bonello (2001), La Guerre à Paris de Yolande Zauberman, Violence des échanges en milieu tempéré de Jean-Marc Moutout (2002), En territoire indien de Lionel Epp (2003), San-Antonio (2004) de Frédéric Auburtin, Le Pont des Arts d'Eugène Green (2004).
L'Enfant, réalisé par les frères Dardenne (2004), film dans lequel le rôle principal lui est revenu, reçoit la Palme d'or au Festival de Cannes 2005.
Il pose pour les artistes Pierre et Gilles, pour des photos inspirées du film Les Amants criminels.
En 2006, il tourne deux films Dikkenek d'Olivier Van Hoofstadt et Fair Play de Lionel Bailliu.
En 2018, il coréalise son premier long métrage Carnivores.
En 2010 il est à l'affiche de Potiche où il retrouve François Ozon avec qui il a tourné en 1999 dans les Amants criminels. L'année suivante, il est le père de Cyril dans Le Gamin au vélo des frères Dardenne, Grand prix au Festival de Cannes.
En 2012, il reçoit le Magritte du meilleur second rôle aux Magritte du cinéma, pour son rôle dans Potiche. La même année, il incarne le chanteur Claude François dans le film biographique Cloclo réalisé par Florent-Emilio Siri.
En 2014, il incarne Pierre Bergé dans le biopic d'Yves Saint-Laurent par Bertrand Bonello. La même année, le film fera partie de la sélection officielle du Festival de Cannes.
Comme beaucoup de jeunes comédiens belges réussissant une carrière européenne (telles Cécile de France, Marie Gillain, Émilie Dequenne, etc.), Jérémie Renier a habité plusieurs années à Paris, mais il est revenu s'installer à Bruxelles à la suite du tournage du film L'Enfant des frères Dardenne en 2005.
En 2015, il joue dans le clip Give It All du groupe de rock britannique Foals, réalisé par Nabil (en).
En 2017, il joue le rôle de Paul dans L'Amant double.
En 2021, il joue un entraîneur de ski dans le film Slalom. La même année, il est membre du jury du prix Alice-Guy.

## Filmographie

### Cinéma

#### Longs métrages

##### Années 1990
- 1992 : Les Sept Péchés capitaux, film à sketches belge de Beatriz Flores, Frédéric Fonteyne, Yvan Le Moine, Geneviève Mersch, Pierre-Paul Renders, Olivier Smolders et Pascal Zabus
- 1996 : La Promesse de Jean-Pierre et Luc Dardenne : Igor
- 1999 : Les Amants criminels de François Ozon : Luc
- 1999 : Saint-Cyr de Patricia Mazuy : François de Réan

##### Années 2000
- 2000 : Faites comme si je n'étais pas là d'Olivier Jahan : Éric
- 2001 : Le Pacte des loups de Christophe Gans : le marquis Thomas d'Apcher
- 2001 : Le Pornographe de Bertrand Bonello : Joseph
- 2001 : La Guerre à Paris de Yolande Zauberman : Jules
- 2002 : Le Troisième Œil de Christophe Fraipont : Michaël
- 2003 : Violence des échanges en milieu tempéré de Jean-Marc Moutout : Philippe Seigner
- 2003 : En territoire indien de Lionel Epp : Cédric
- 2003 : San-Antonio de Frédéric Auburtin : Toinet
- 2004 : Le Pont des Arts d'Eugène Green : Cédric
- 2005 : L'Enfant de Jean-Pierre et Luc Dardenne : Bruno
- 2005 : Cavalcade de Steve Suissa : Jules
- 2006 : Fair Play de Lionel Bailliu: Alexandre
- 2006 : Président de Lionel Delplanque : Mathieu
- 2006 : Dikkenek d'Olivier Van Hoofstadt : Greg
- 2006 : Nue Propriété de Joachim Lafosse : Thierry
- 2008 : Reviens-moi de Joe Wright : Luc Cornet
- 2008 : Bons Baisers de Bruges de Martin McDonagh : Erik
- 2008 : Coupable de Laetitia Masson : Lucien Lambert
- 2008 : L'Heure d'été d'Olivier Assayas : Jérémie
- 2008 : Le Silence de Lorna de Jean-Pierre et Luc Dardenne : Claudy Moreau
- 2009 : Demain dès l'aube… de Denis Dercourt : Paul Guibert

##### Années 2010
- 2010 : Pièce montée de Denys Granier-Deferre : Vincent
- 2010 : Potiche de François Ozon : Laurent Pujol
- 2011 : Les Aventures de Philibert, capitaine puceau de Sylvain Fusée : Philibert / Eudes Bérendourt de Saint-Avoise
- 2011 : Le Gamin au vélo de Jean-Pierre et Luc Dardenne : Guy Catoul
- 2012 : The Vintner's Luck de Niki Caro : Sobran Jodeau
- 2012 : Possessions de Éric Guirado : Bruno Caron
- 2012 : Cloclo de Florent-Emilio Siri : Claude François
- 2012 : Elefante blanco de Pablo Trapero : Nicolás
- 2013 : La Confrérie des larmes de Jean-Baptiste Andrea : Gabriel Chevalier
- 2013 : Epic : La Bataille du royaume secret : voix française de Nod
- 2014 : Saint Laurent de Bertrand Bonello : Pierre Bergé
- 2014 : Le Grand Homme de Sarah Leonor : Hamilton
- 2014 : Waste Land de Pieter Van Hees : Leo Woeste
- 2015 : Lady Grey d'Alain Choquart : Mattis
- 2015 : Ni le ciel ni la terre de Clément Cogitore : Capitaine Bonassieu
- 2016 : Éternité de Trần Anh Hùng : Henri
- 2016 : La Fille inconnue de Jean-Pierre et Luc Dardenne : le père de Bryan
- 2016 : L'Ami, François d'Assise et ses frères de Renaud Fély : Élie de Cortone
- 2017 : L'Amant double de François Ozon : Paul / Louis
- 2019 : L'Ordre des médecins de David Roux : Simon
- 2019 : Frankie d'Ira Sachs : Paul

##### Années 2020
- 2020 : Slalom de Charlène Favier : Fred
- 2021 : Albatros de Xavier Beauvois : Laurent
- 2021 : L'Ennemi de Stephan Streker : Louis
- 2021 : L'Homme de la cave de Philippe Le Guay : Simon Sandberg
- 2022 : Novembre de Cédric Jimenez : Marco
- 2022 : L'Astronaute de Nicolas Giraud : Capitaine Muller
- 2022 : Ailleurs si j'y suis de François Pirot : Mathieu

#### Courts métrages
- 1999 : Le Fétichiste de Nicolas Klein
- 2000 : Marco de Fabian Aubry
- 2004 : Toi, vieux de Pierre Coré
- 2008 : Plus rien jamais  de Lionel Mougin
- 2009 : Trois chats de Martin Scali
- 2013 : Intus de Gary Seghers
- 2021 : Son visage de Eric et Caroline du Potet

### Télévision

#### Téléfilms
- 2000 : Mère de toxico de Lucas Belvaux : Paul
- 2002 : Jean Moulin d'Yves Boisset : Didot
- 2003 : Un fils de notre temps de Fabrice Cazeneuve : le Fils
- 2004 : À cran, deux ans après d'Alain Tasma : Vincent
- 2004 : La Petite Fadette de Michaëla Watteaux : Landry
- 2005 : Un amour à taire de Christian Faure : Jean Lavendier
- 2015 : Sanctuaire d'Olivier Masset-Depasse : Grégoire Fortin

#### Séries télévisées
- 2007 : Chez Maupassant : Chenal
- 2019 : Criminal: France : Jérôme Lacombe
- 2017 : Calls : Joseph (voix)
- 2020 : Amour fou : Romain
- 2025 : Carême de Martin Bourboulon (Apple TV+) : Charles de Talleyrand-Périgord
- 2026 : Eldorado de Louis Farge : comte Arnaud de Toledo

### Clips
- 2015 : Give It All de Foals

### Réalisateur
- 2018 : Carnivores, coréalisé avec Yannick Renier

### Scénariste
- 2009 : Snapshot (court métrage)
- 2018 : Carnivores de lui-même et Yannick Renier

## Distinctions

### Récompenses
- Prix Joseph-Plateau 2006 : meilleur acteur pour L'Enfant
- Prix Jean-Gabin 2006
- Magritte 2012 : meilleur acteur dans un second rôle pour Potiche
- Festival du film de Cabourg 2012 : Swann d’or du meilleur acteur pour Cloclo
- Globes de cristal 2013 : meilleur acteur pour Cloclo
- Magritte 2015 : meilleur acteur dans un second rôle pour Saint Laurent

### Nominations
- César 2005 : meilleur espoir masculin pour Violence des échanges en milieu tempéré
- Lumières 2013 : meilleur acteur pour Cloclo
- Magritte 2013 : meilleur acteur pour Cloclo
- César 2013 : meilleur acteur pour Cloclo
- César 2015 : meilleur acteur dans un second rôle pour Saint Laurent
- Magritte 2016 : meilleur acteur pour Ni le ciel ni la terre
- Lumières 2016 : meilleur acteur pour Ni le ciel ni la terre
- Lumières 2021 : meilleur acteur pour Slalom
- Magritte 2022 : meilleur acteur pour Slalom